# Adriano Rimoldi
Adriano Rimoldi (La Spezia, 3 agosto 1912 – Roma, 19 giugno 1965) è stato un attore italiano.

## Biografia
Nato a La Spezia, nei primi anni trenta si trasferì a Firenze per studiare medicina. Appassionato di spettacolo, partecipò ad alcune recite studentesche organizzate dai GUF-Teatro sperimentale, che nel capoluogo toscano gli consentirono di esibirsi come fine dicitore e interprete brillante. A seguito di questa attività, Rimoldi vinse un concorso alla radio come annunciatore e cronista, mettendo in luce oltre alla sua prestanza, la sua fotogenia e il suo volto accattivante, anche un buon timbro di voce.
Verso la fine degli anni trenta interpretò i primi film della sua carriera, arrivando a un ruolo da protagonista nel 1940 in Addio giovinezza!, per la regia di Ferdinando Maria Poggioli, film che ottenne un notevole successo imponendo Rimoldi all'attenzione del pubblico e della critica. Negli anni seguenti ottenne diversi ruoli di protagonista in numerosi film di cappa e spada, in cui la sua baldanza e la sua agilità lo collocarono, accanto a Massimo Serato, Leonardo Cortese, Amedeo Nazzari, Rossano Brazzi e Roberto Villa, tra i divi più ricercati del genere. Lavorò prevalentemente con Corrado D'Errico in La compagnia della teppa (1941), Capitan Tempesta (1942), Il leone di Damasco (1942), ma anche con Mario Soldati in Tragica notte (1942), e con Dino Falconi in Don Giovanni (1942).
Fu però con Vittorio De Sica ne I bambini ci guardano (1943) che Rimoldi riuscì a ottenere il suo primo ruolo drammatico, interpretando l'amante di Isa Pola e ottenendo consensi lusinghieri da parte della critica, sino a quel momento molto tiepida nei suoi confronti. Il suo nome apparve frequentemente anche sui cartelloni di importanti compagnie teatrali. Durante il periodo della Repubblica Sociale Italiana, Rimoldi riparò in Spagna per poter continuare la carriera senza subire contraccolpi, divenendo uno dei divi più apprezzati del cinema iberico.
Tornò in Italia verso la fine degli anni quaranta, senza però ritrovare il ruolo di protagonista nel cinema. Lavorò con registi quali Fernando Cerchio, Carlo Campogalliani e Flavio Calzavara; nel 1951 ebbe inoltre la soddisfazione di prendere parte al film Atollo K, con Stan Laurel e Oliver Hardy, mentre nel 1961 interpretò il ruolo di Melchiorre nel kolossal Il re dei re di Nicholas Ray. 
Tornò al teatro brillante nel 1952 con Gran baldoria di Garinei e Giovannini, che lo vollero anche in La granduchessa e i camerieri (1956), dove recitò accanto a Riccardo Billi, Mario Riva, Wanda Osiris e Diana Dei, con la quale fu apprezzato protagonista di un memorabile duetto. 
Fu inoltre partner di Isa Miranda nel 1955 in Albertina, di Valentino Bompiani, messo in scena da Italo Alfaro. Recitò anche per la neonata televisione, seppur con poca convinzione, interpretando assieme a Ernesto Sabbatini e Delia Scala, la commedia C'era una volta un biglietto da un milione (regia di Daniele D'Anza), trasmessa sperimentalmente dalla Rai nel 1953, cimentandosi anche con l'operetta Wunderbar, sempre per la regia di D'Anza. Nel 1962 affiancò Nino Manfredi, Vittorio Gassman, Enrico Maria Salerno e Gastone Moschin in L'amore difficile, diretto da registi vari, tra cui lo stesso Manfredi.
Fu attivo sino al 1963, anno in cui interpretò gli ultimi film e in cui apparve in televisione nel dramma di Clifford Odets Notturno a New York, ma morì prematuramente nel 1965.
Rimoldi era il padre della fotografa Donatella Rimoldi, moglie del critico Nico Garrone e madre del regista Matteo Garrone.

## Filmografia parziale
- Mille lire al mese, regia di Max Neufeld (1939)
- Kean, regia di Guido Brignone (1940)
- Addio giovinezza!, regia di Ferdinando Maria Poggioli (1940)
- Miseria e nobiltà, regia di Corrado D'Errico (1940)
- Il ponte di vetro, regia di Goffredo Alessandrini (1940)
- Il signore della taverna, regia di Amleto Palermi (1940)
- Tosca, regia di Carl Koch, e Jean Renoir (1941)
- La compagnia della teppa, regia di Corrado D'Errico (1941)
- Capitan Tempesta, regia di Corrado D'Errico (1942)
- Il leone di Damasco, regia di Corrado D'Errico e Enrico Guazzoni (1942)
- Tragica notte, regia di Mario Soldati (1942)
- Perdizione, regia di Carlo Campogalliani (1942)
- Don Giovanni, regia di Dino Falconi (1942)
- Le vie del cuore, regia di Camillo Mastrocinque (1943)
- Dora, la espía, regia di Raffaello Matarazzo (1943)
- I bambini ci guardano, regia di Vittorio De Sica (1943)
- Il viaggio del signor Perrichon, regia di Paolo Moffa (1943)
- Sempre più difficile, regia di Piero Ballerini (1943)
- Carmen, regia di Christian-Jaque (1945)
- Voragine, regia di Edgar Neville (1948)
- Gente così, regia di Fernando Cerchio (1949)
- La mano della morta, regia di Carlo Campogalliani (1949)
- Capitan Demonio, regia di Carlo Borghesio (1949)
- Sigillo rosso, regia di Flavio Calzavara (1950)
- Atollo K, regia di Léo Joannon (1951)
- I due sergenti, regia di Carlo Alberto Chiesa (1951)
- Il mago per forza, regia di Marcello Marchesi (1951)
- Ultimo perdono, regia di Renato Polselli (1952)
- Io, Amleto, regia di Giorgio Simonelli (1952)
- Voto di marinaio, regia di Ernesto De Rosa (1953)
- Ti ho sempre amato!, regia di Mario Costa (1953)
- Cuore di mamma,  regia di Luigi Capuano (1954)
- La figlia del forzato, regia di Gaetano Amata (1954)
- Sendas marcadas, regia di Juan Bosch (1957)
- Quattro alla frontiera (Cuatro en la frontera), regia di Antonio Santillán (1958)
- Los chicos, regia di Marco Ferreri (1959)
- La regina dello strip-tease (Juventud a la intemperie), regia di Ignacio Iquino (1961)
- Il re dei re (King of the Kings), regia di Nicholas Ray (1961)
- L'amore difficile regia di Alberto Bonucci, Sergio Sollima, Nino Manfredi e Luciano Lucignani (1963)
- Napoleone a Firenze, regia di Piero Pierotti (1963)

## Prosa televisiva Rai
- C'era una volta un biglietto da un milione, regia di Daniele D'Anza, trasmessa sperimentalmente il 17 maggio 1953.
- L'osteria della posta di Carlo Goldoni, regia di Franco Enriquez, trasmessa il 3 gennaio 1954.
- Lettere d'amore, commedia di Gherardo Gherardi, regia di Claudio Fino (1954)
- Buon viaggio Paolo di Gaspare Cataldo, regia di Camillo Mastrocinque, trasmessa il 26 febbraio 1954.
- I più begli occhi del mondo, di Jean Sarment, regia di Claudio Fino (1954)
- Romanticismo, di Gerolamo Rovetta, regia di Silverio Blasi (1954)
- La maschera e il volto di Luigi Chiarelli, regia di Claudio Fino, trasmessa il 30 maggio 1954.
- Paquelot tenacity, di Charles Vildrac, regia di Alessandro Brissoni (1954)
- Non ti conosco più, commedia di Aldo De Benedetti, regia di Claudio Fino (1954)
- Come lui mentì al marito di lei, regia di Alessandro Brissoni (1954)
- Notturno a New York, di Clifford Odets, regia di Giuseppe Di Martino, trasmessa il 31 marzo 1962.

## Teatro di rivista
- Gran baldoria, di Garinei e Giovannini, musiche di Gorni Kramer, regia degli autori (1951)
- Il terrone corre sul filo, di Nelli, Dino Verde e Mario Mangini (1955)